# Sanne Kofod Olsen
Sanne Kofod Olsen (født 22. maj 1970) er en dansk kunsthistoriker og dekan for  Konstnärliga Fakulteten, Göteborg Universitet, Sverige

## Uddannelse og karriere
Hun er uddannet cand.phil. (1996) og mag.art. (2001) i kunsthistorie fra Københavns Universitet, hvor hun siden 2003 har været ekstern lektor, og modtog i 2014 N.L. Høyen Medaljen. Hun er censor ved de kunsthistoriske afdelinger ved Københavns og Aarhus Universiteter. Hendes primære forskningsområde er samtidskunsten.
Fra 2005 til 2009 har hun været rektor for Det Fynske Kunstakademi og fra 2009 til 2014 direktør for Museet for Samtidskunst. Den 4. juli 2014 blev hun af Kulturministeriet udnævnt til rektor for Det Kongelige Danske Kunstakademis Billedkunstskoler som Mikkel Boghs efterfølger.
Sanne Kofod Olsen har tidligere været kunstfaglig medarbejder ved Billedkunstcentret under Kunststyrelsen, kurator ved Center for Dansk Billedkunst og tidligere arbejdet freelance som kurator og været ansat ved Århus Kunstmuseum.

## Tillidshverv
Kofod Olsen har været medlem af bestyrelsen for SNYK, Genreorganisationen for ny musik 2013-15, for Novo Nordisk Fondens kunsthistoriske del 2012-16 og for Center for Kultur og Udvikling, CKU, 2012-16.
Hun har været medlem af Kunstrådet 2011-14 medlem af bestyrelsen for Det Danske Institut i Athen til 2012, medlem af bestyrelsen, Fabrikken for Kunst og Design til 2010, medlem af Köpcke-fondets bestyrelse 2002-12, medlem af bestyrelsen for Dansk Kunsthistoriker Forening 2003-06, medlem af kritikerforeningen Aica, medlem af IKT, International Kuratorisk Organisation og medlem af Krabbesholm Højskoles bestyrelse 1999-2001.